# Вулиця Гетьмана Петра Дорошенка (Тернопіль)
Вулиця Гетьмана Петра Дорошенка — вулиця в житловому масиві «Східний» міста Тернополя. Названа на честь українського військового, політичного і державного діяча, Гетьмана Війська Запорозького Правобережної України, очільника Гетьманщини Петра Дорошенка.

## Відомості
Розпочинається від вулиці Антона Манастирського, пролягає на південний схід, згодом — на схід, де і закінчується. На вулиці розташовані переважно багатоквартирні будинки.

## Освіта
- Корпус №11 ТДМУ (Гетьмана Петра Дорошенка, 7)